# Walter May (Politiker)

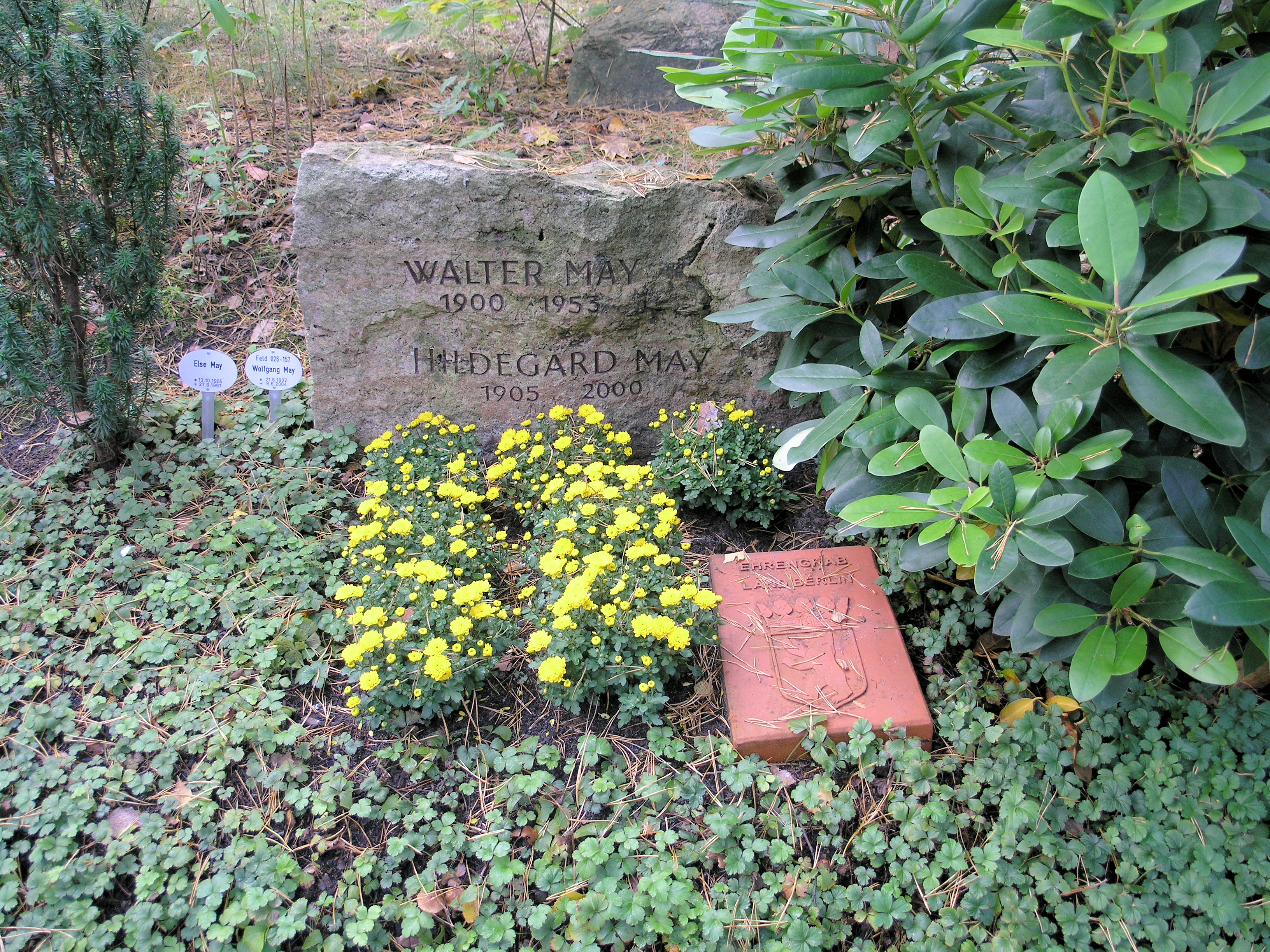
Grab von Walter May auf dem Waldfriedhof Zehlendorf im Jahr 2010; damals noch mit Ehrengrab-Markierung

Walter May (* 14. Dezember 1900 in Sannerz, Landkreis Schlüchtern; † 29. Oktober 1953 in Berlin) war ein deutscher Politiker (SPD).

## Leben
Bereits 1926 trat der gelernte Lehrer der SPD bei, 1930 folgte der Eintritt in die Freie Lehrergewerkschaft.
Nach dem Ende des Dritten Reichs wurde May 1945 Schulrat in Berlin. Für die SPD wurde er 1946 in die Stadtverordnetenversammlung von Groß-Berlin gewählt. Am 3. Juli 1947 wurde er zum Nachfolger von Siegfried Nestriepke als Stadtrat für Volksbildung in den Magistrat Schroeder berufen.
Bei der Wahl der West-Berliner Stadtverordnetenversammlung am 5. Dezember 1948 wurde May erneut ins Parlament gewählt, er wurde erneut als Volksbildungsstadtrat in den Magistrat Reuter II berufen. Unter seiner Federführung kam das Berliner Schulgesetz von 1948 zustande. May spielte als Vertreter Berlins auch eine wichtige Rolle bei der Errichtung der Deutschen Forschungshochschule in Berlin-Dahlem und beim Zustandekommen des Staatsabkommen über die Errichtung einer deutschen Forschungshochschule in Berlin-Dahlem und die Finanzierung deutscher Forschungsinstitute. 
1950 verzichtete er auf eine Kandidatur für das Abgeordnetenhaus und eine Nominierung für den Senat. Nach seinem Ausscheiden aus der Politik war er bin zu seinem Tod am 29. Oktober 1953 als Hauptschulrat in Berlin-Reinickendorf tätig.
May wurde auf dem Waldfriedhof Zehlendorf in Berlin-Nikolassee beigesetzt (028/157). Die Grabstätte war bis zum Jahr 2014 als Ehrengrab des Landes Berlin ausgewiesen.
In der Gropiusstadt im Berliner Bezirk Neukölln ist der Walter-May-Weg nach ihm benannt und in Berlin-Heiligensee gibt es das Walter-May-Schullandheim.

## Senate
- Magistrat Schroeder – Magistrat Reuter (West-Berlin)